# Polling (Weilheim-Schongau járás)
Polling település Németországban, azon belül Bajorországban. Lakosainak száma 3663 fő (2023. december 31.). Polling Wessobrunn, Weilheim in Oberbayern, Peißenberg, Eberfing, Huglfing és Oberhausen (bei Peißenberg) községekkel határos.

## Népesség
A település népessége az elmúlt években az alábbi módon változott:
| Lakosok száma | 641  | 1593 | 1604 | 2629 | 3246 | 3229 | 3343 | 3392 | 3625 | 3663 |
|               | 1875 | 1950 | 1975 | 1987 | 2012 | 2014 | 2016 | 2017 | 2021 | 2023 |

## Fekvése
Weilheimtől délnyugatra, mintegy 3 km-re fekvő település.

## Leírása

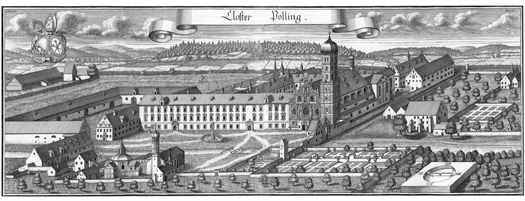
A kolostor egy régi metszeten

Pollingban található a bajor felvidék egyik legértékesebb és kevésbé ismert temploma az úgynevezett Alapítványi templom (Stiftskirche) . A helyhez egy szarvaslegenda fűződik: állítólag egy vadászat alkalmával a szarvasünőt űző II. Tasziló fejedelem előtt fakereszt emelkedett ki a földből. 750 körül itt épült meg az első bencés rendház, melynek helyén II. Henrik 1010-ben ágostonrendi kolostort létesített. Azonban azt templomával együtt 1414-ben egy nagy tűzvész elpusztította. A kolostor 1416-1420 körül újjáépült. A ma is álló háromhajós csarnoktemplom nagyobb és pompásabb lett elődjénél. Georg Schmunzer irányításával középkori műemlékei megőrzése mellett 1621-től barokkosították az épületet.

## Galéria

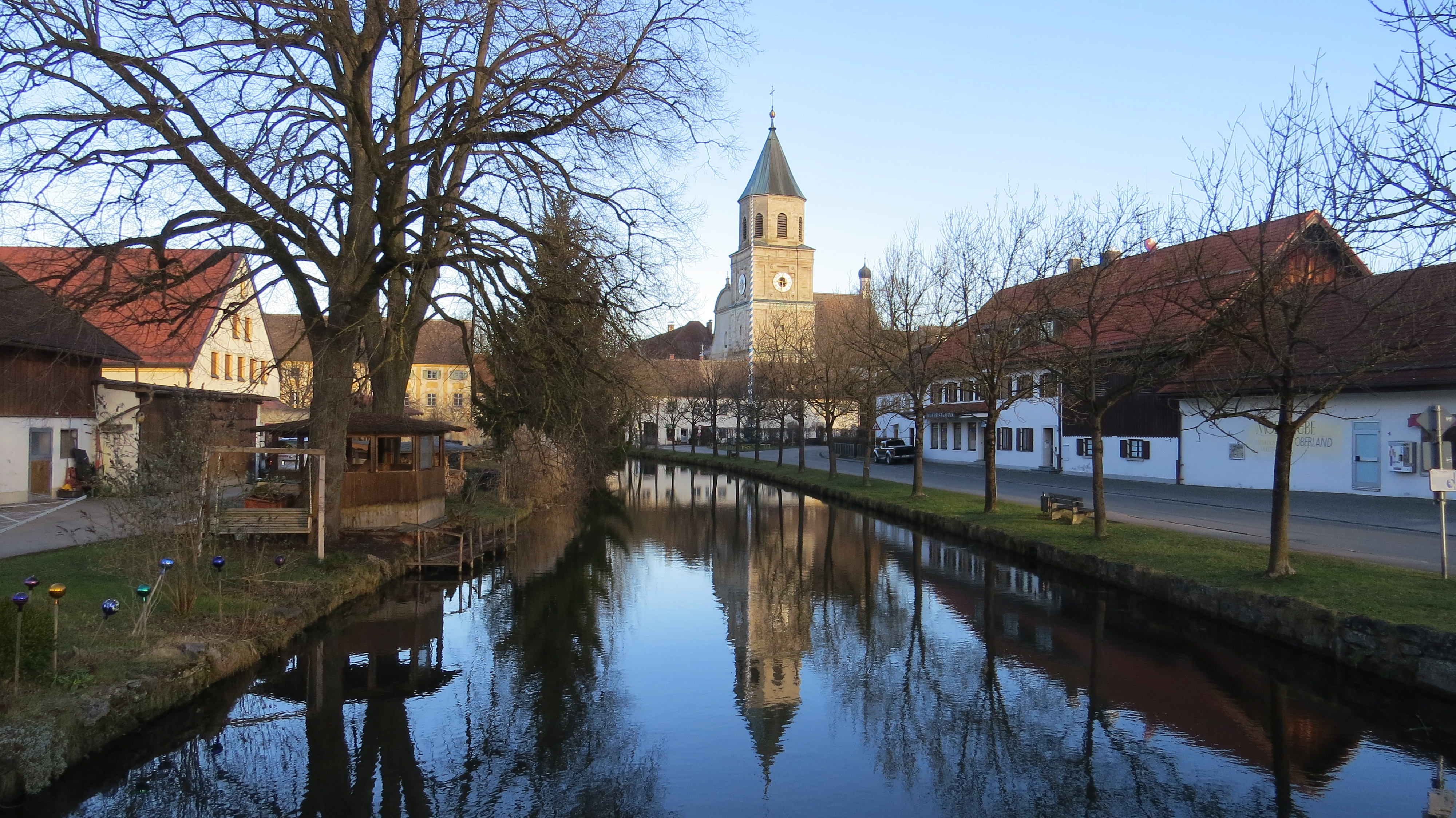
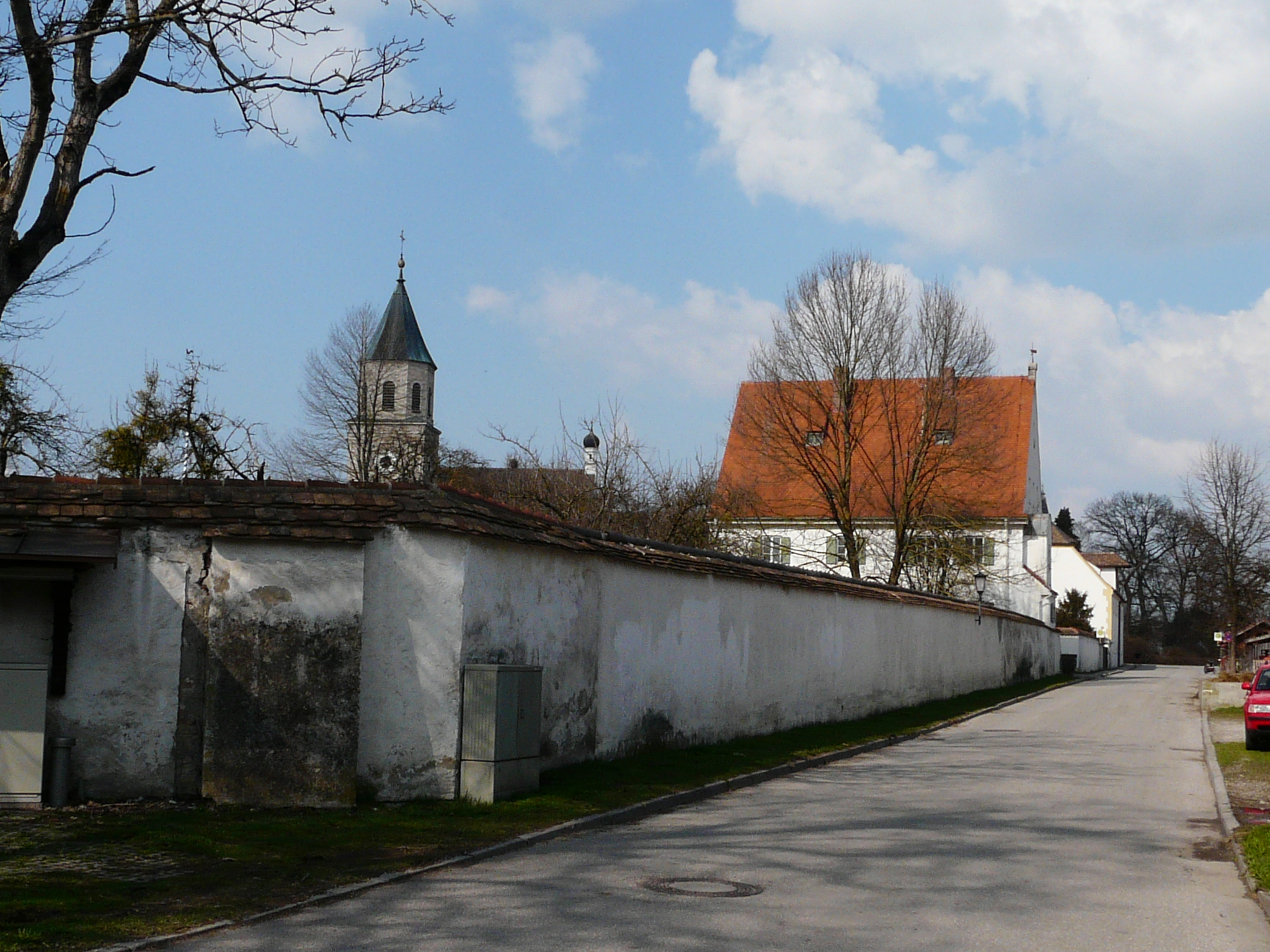
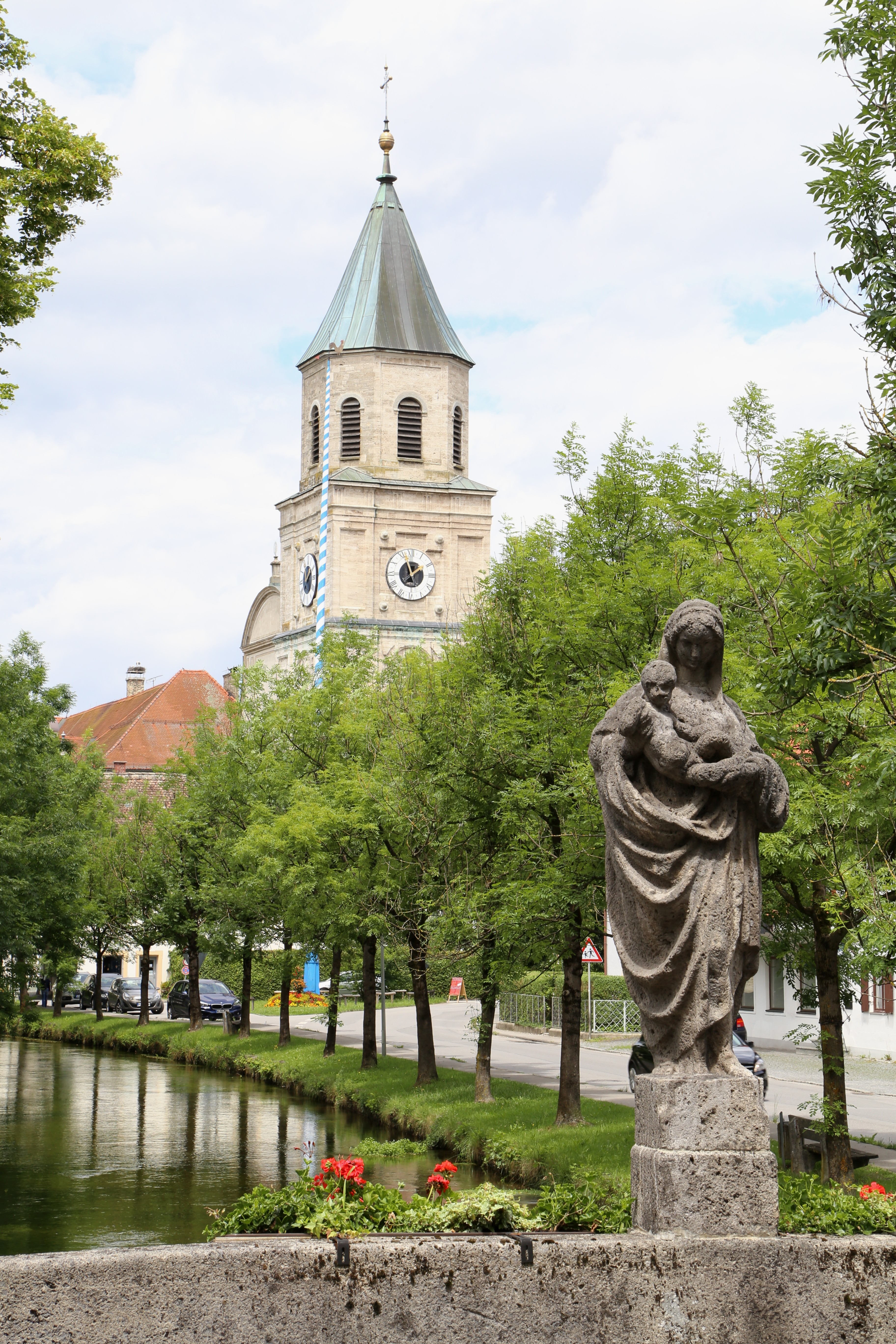
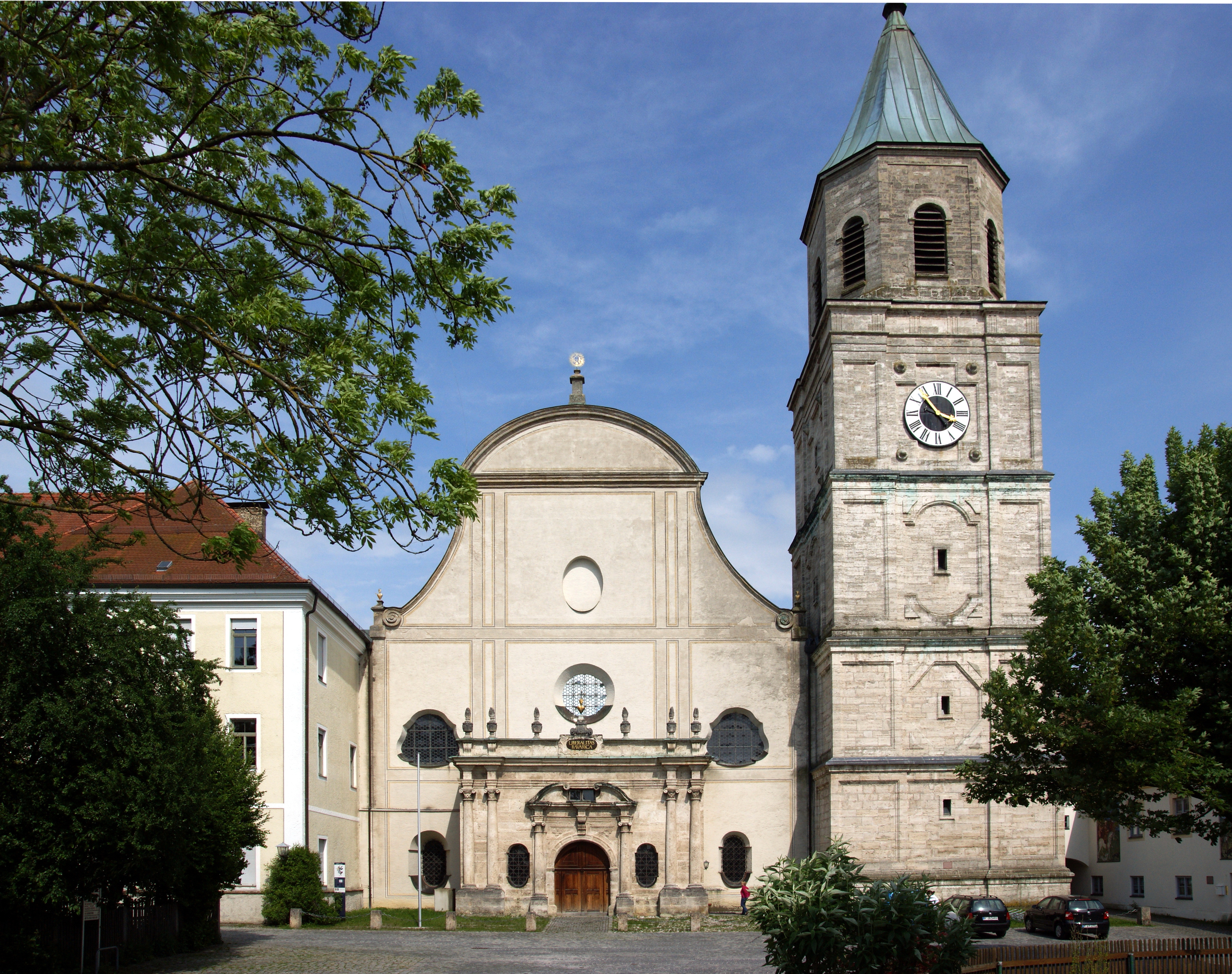
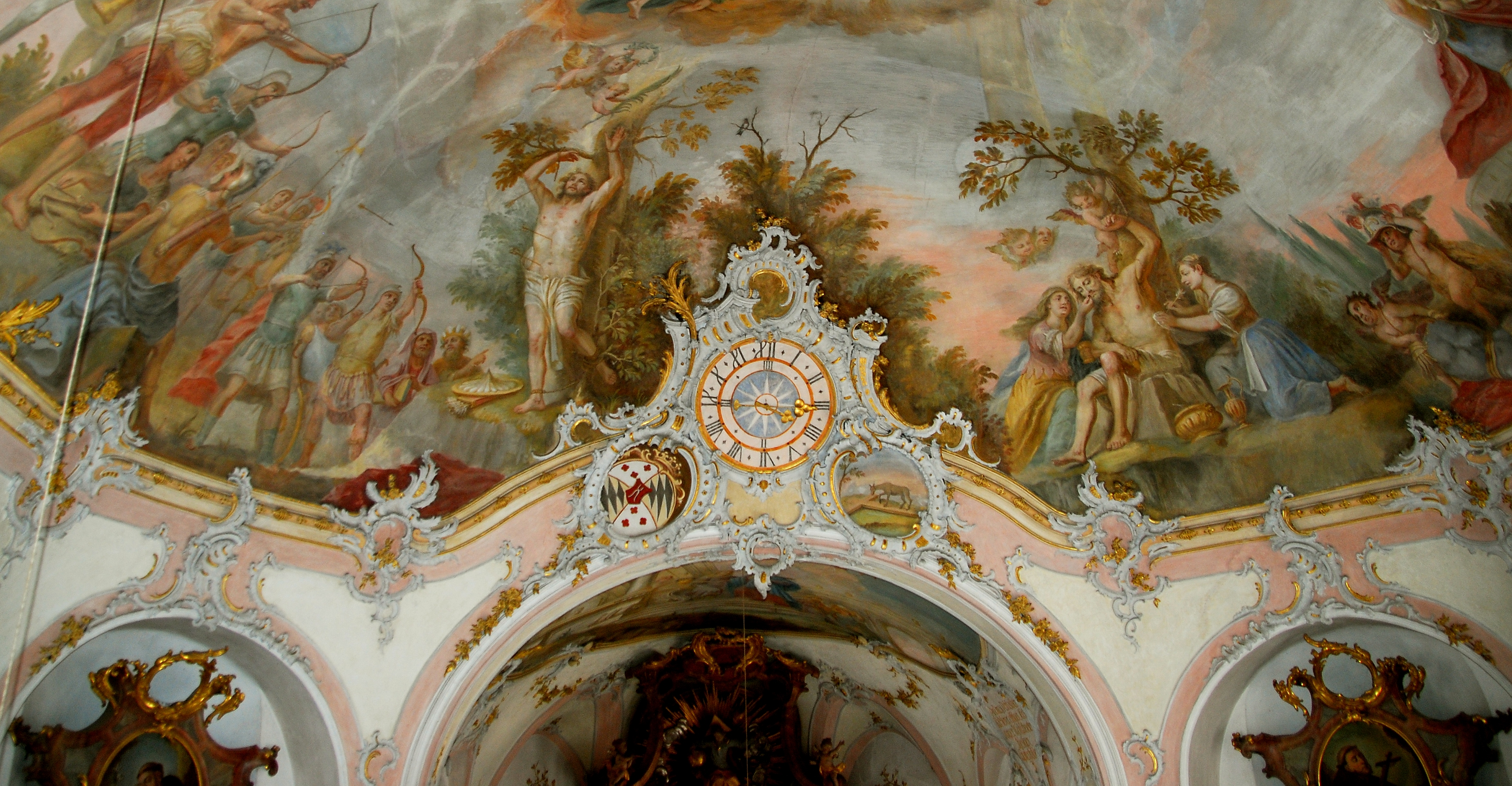
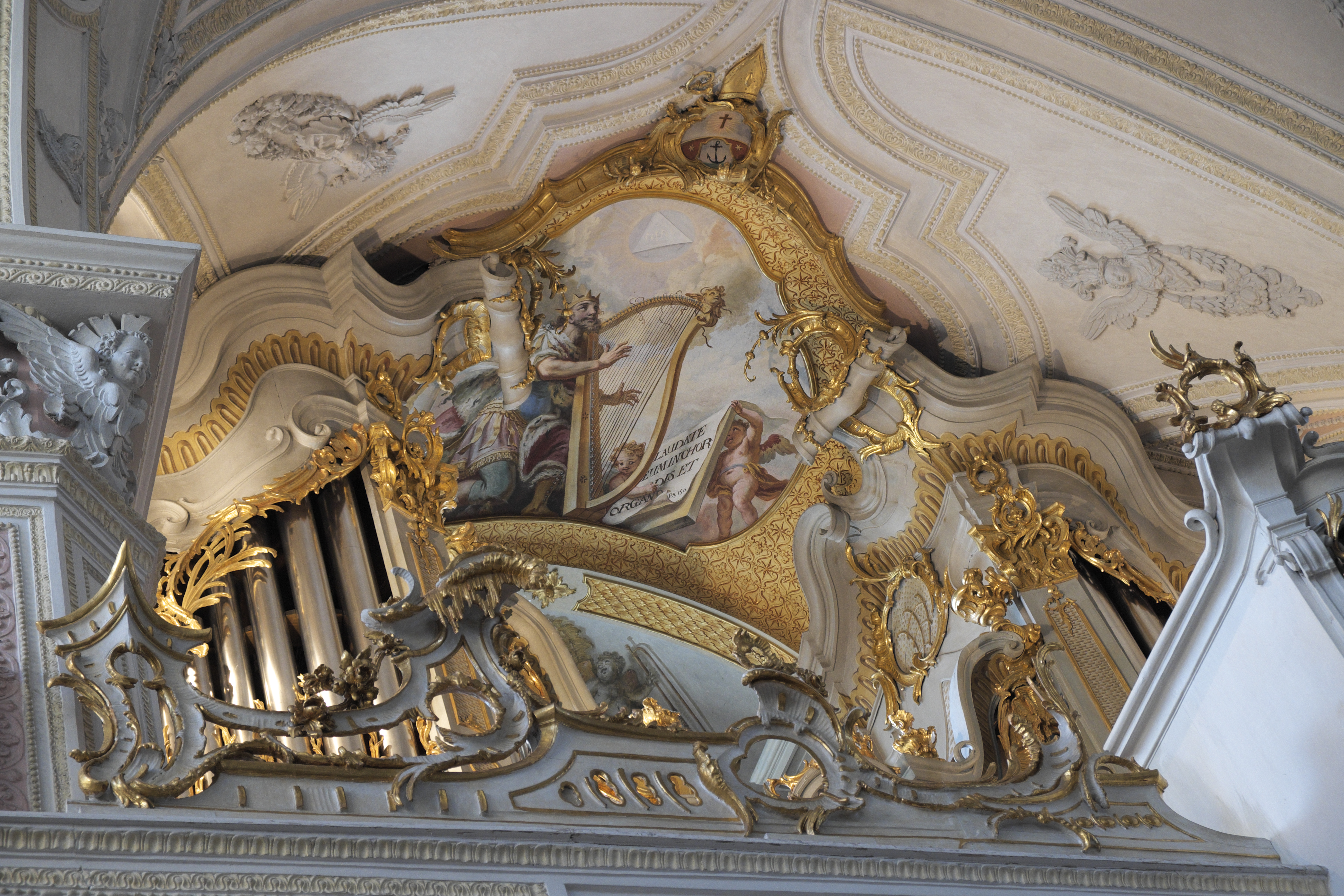
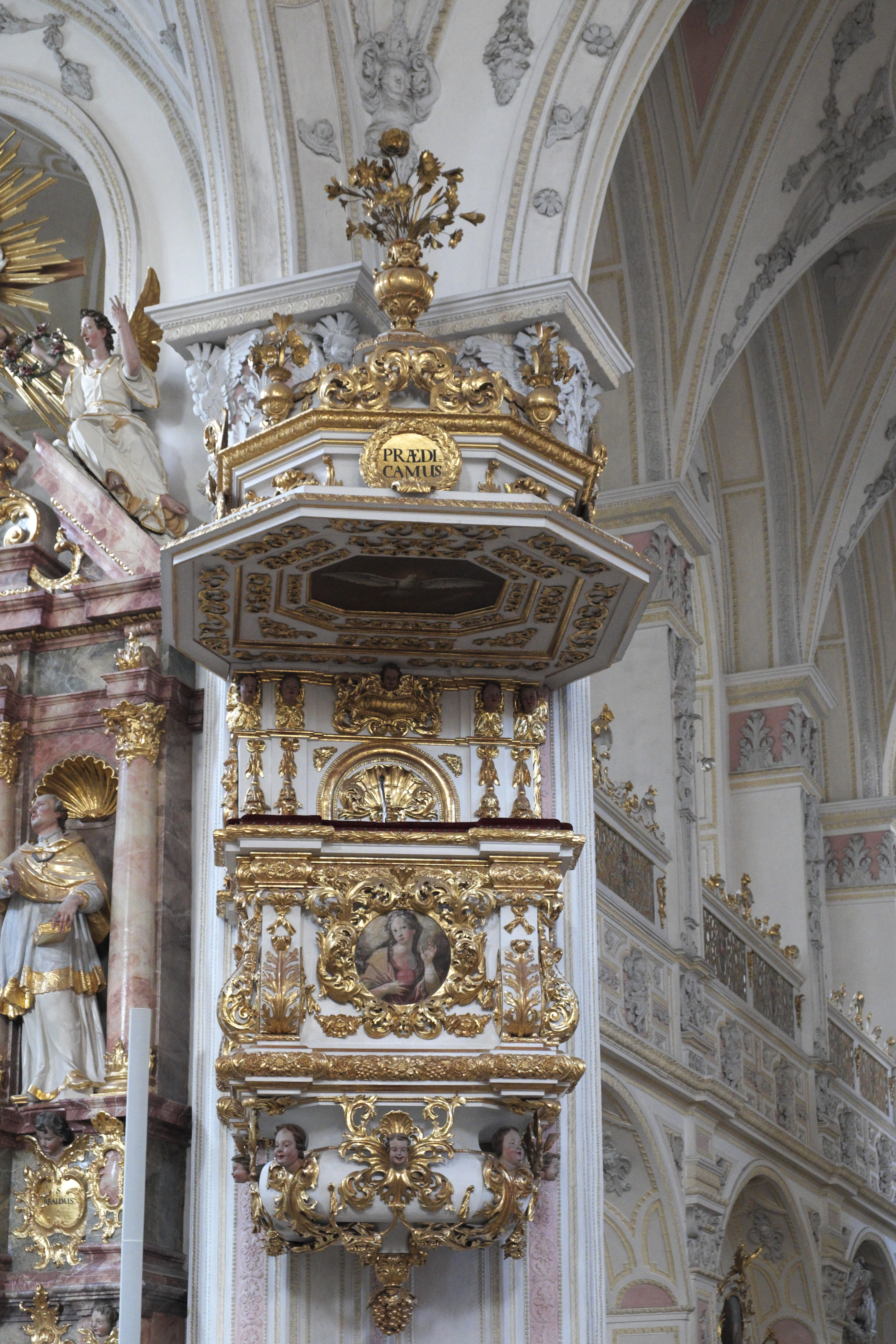
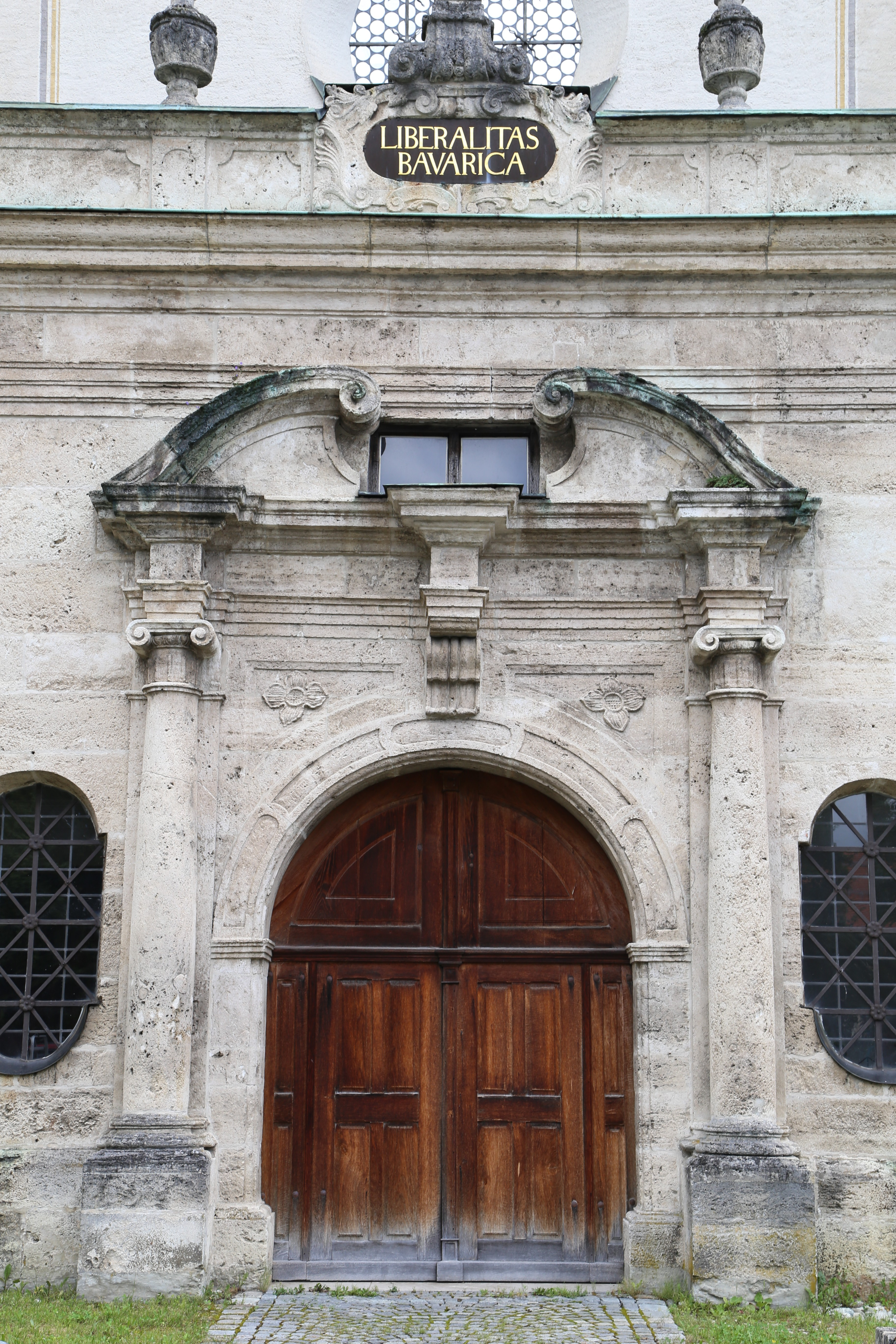
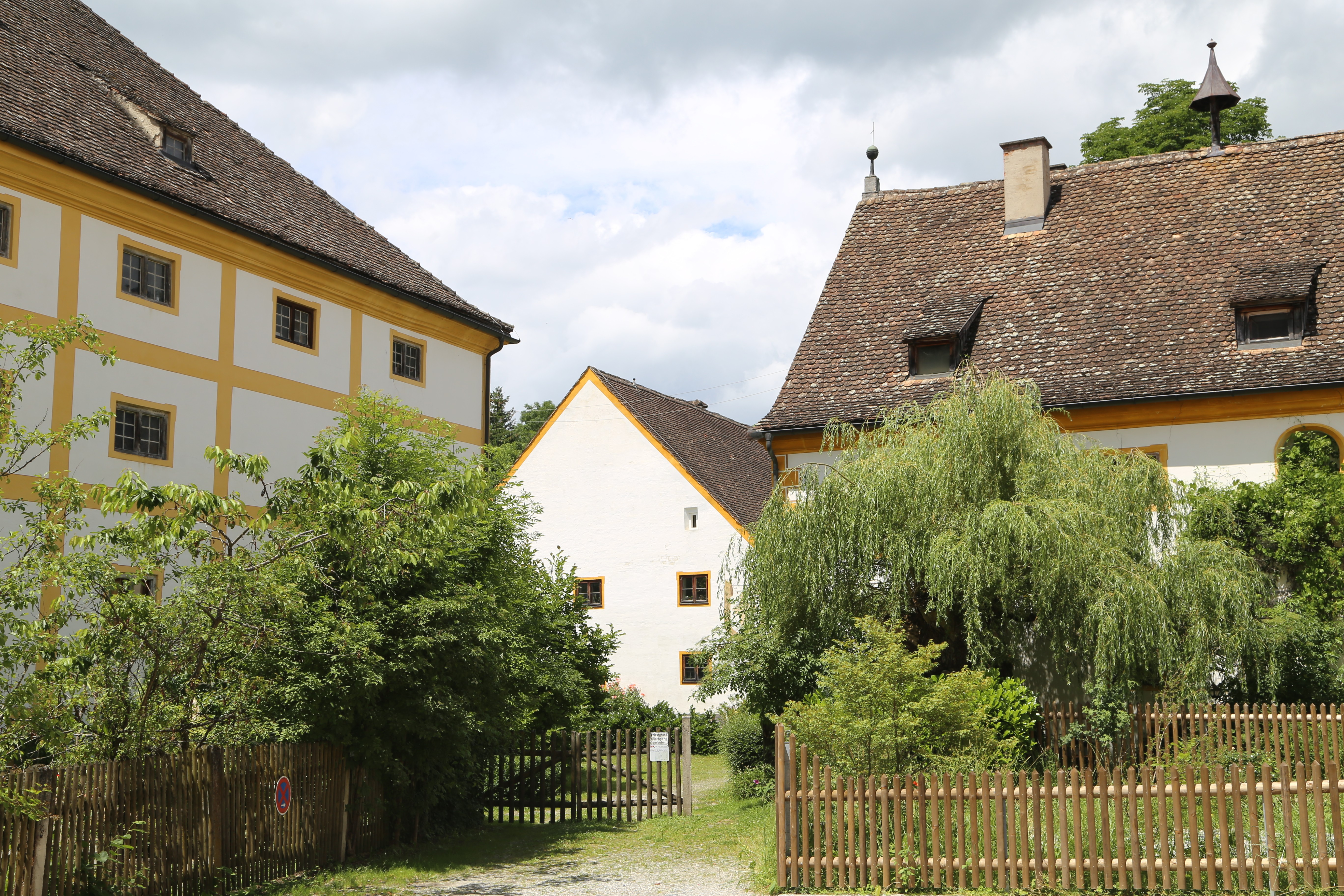
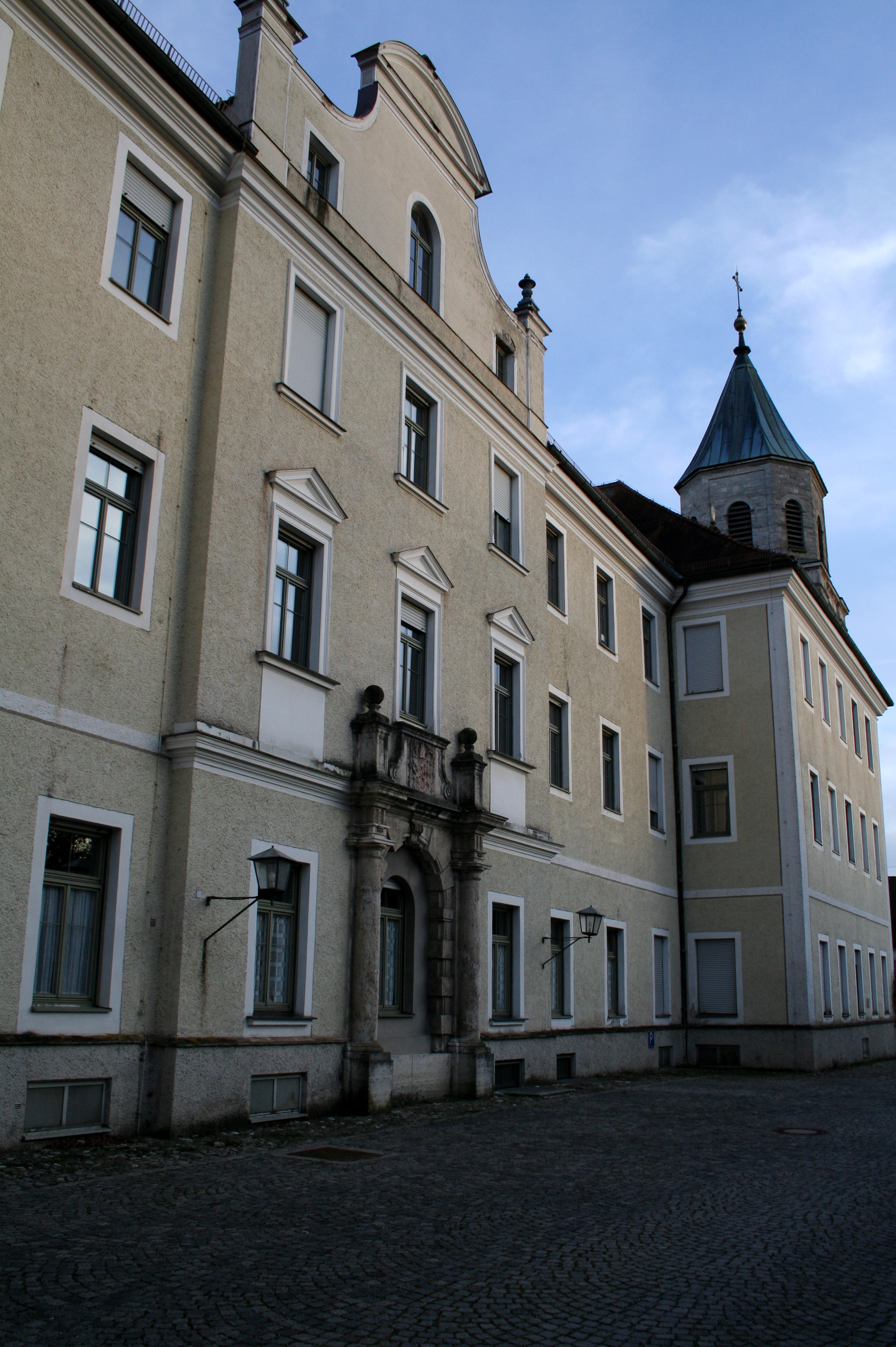
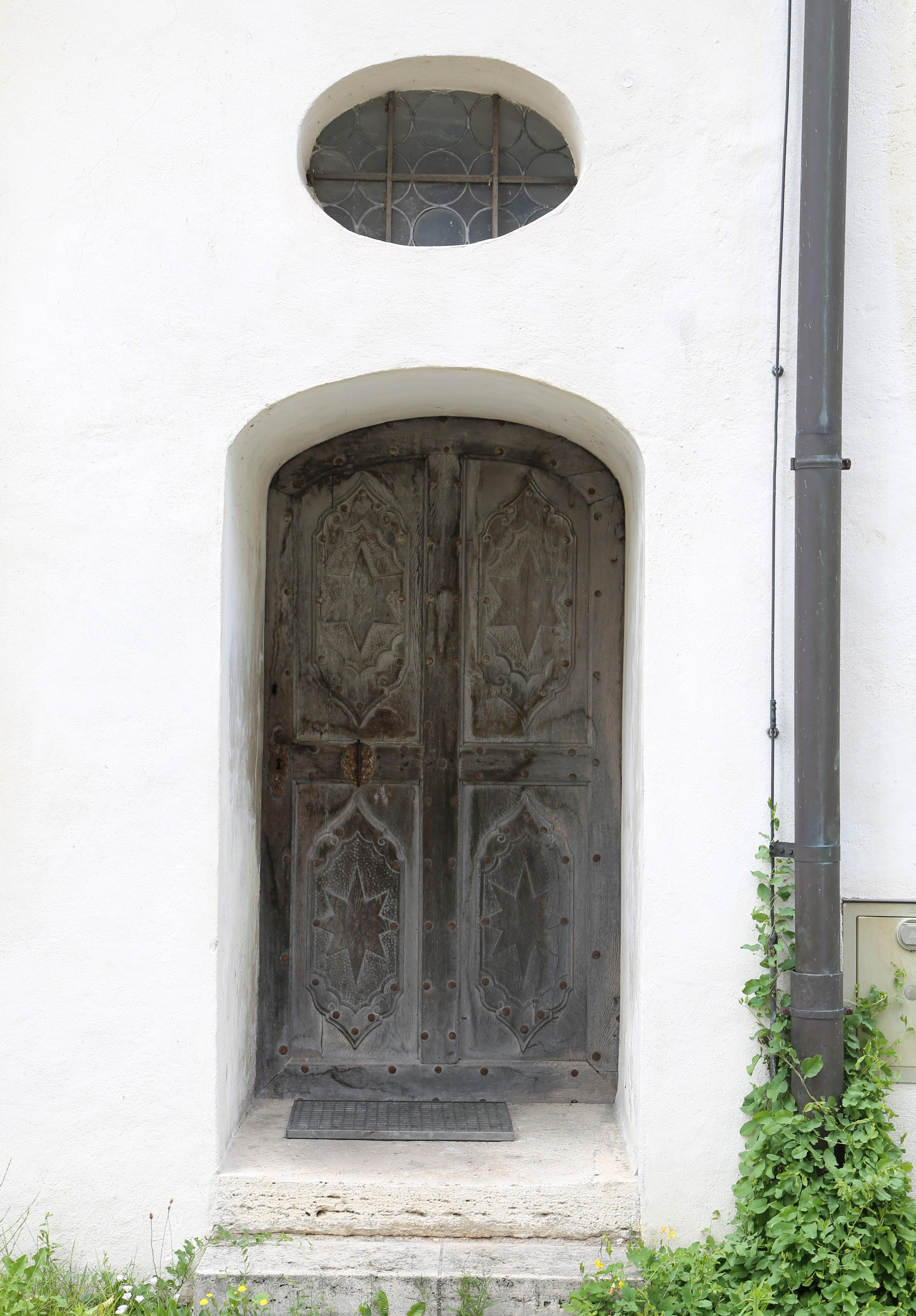
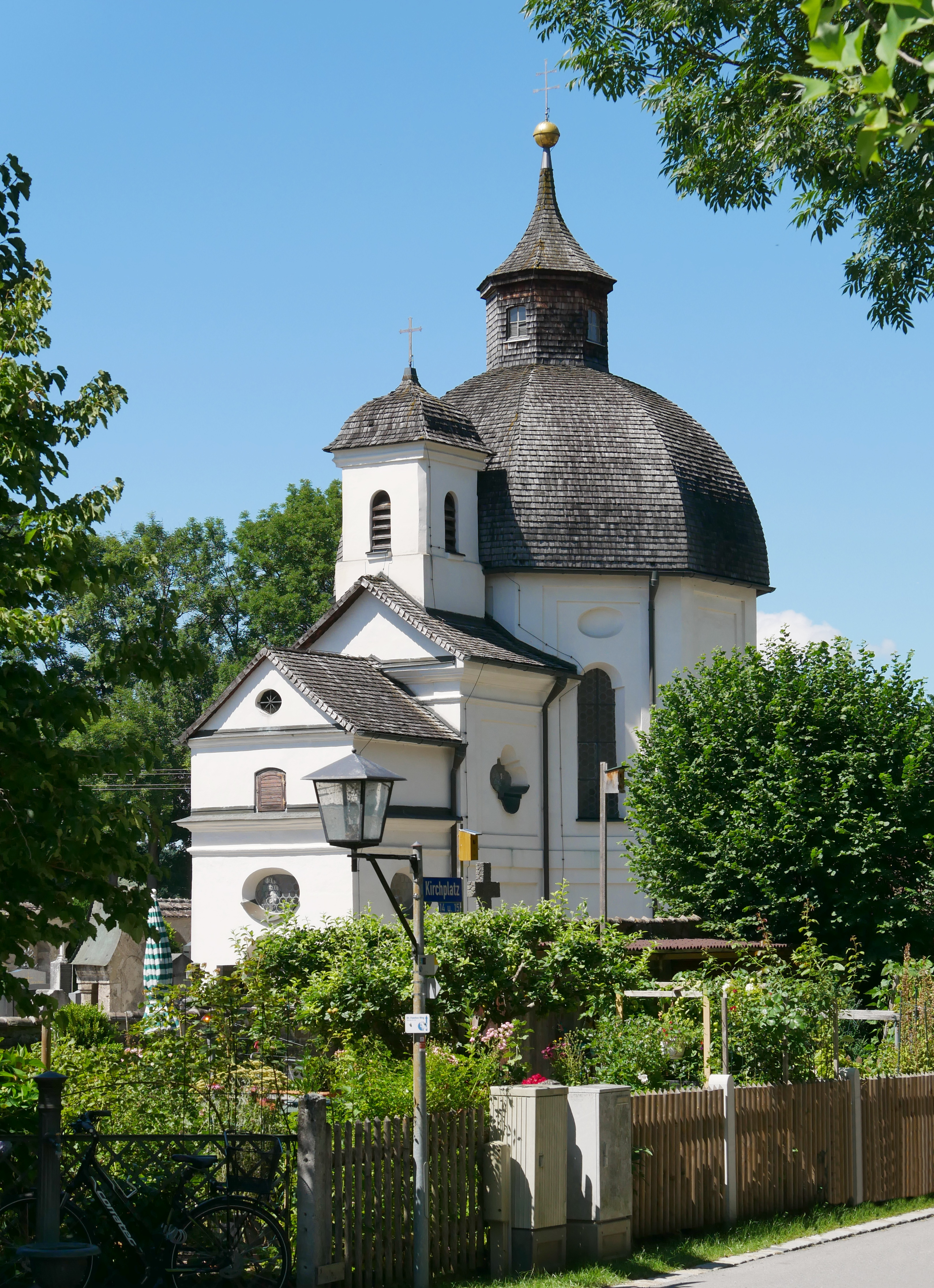